# 7453 Slovtsov
A 7453 Slovtsov (ideiglenes jelöléssel 1978 RV1) a Naprendszer kisbolygóövében található aszteroida. Nyikolaj Sztyepanovics Csernih fedezte fel 1978. szeptember 5-én.